# Erbíl kormányzóság

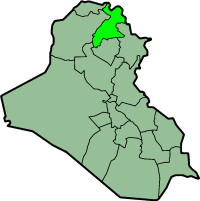
Erbíl kormányzóság elhelyezkedése Irakban

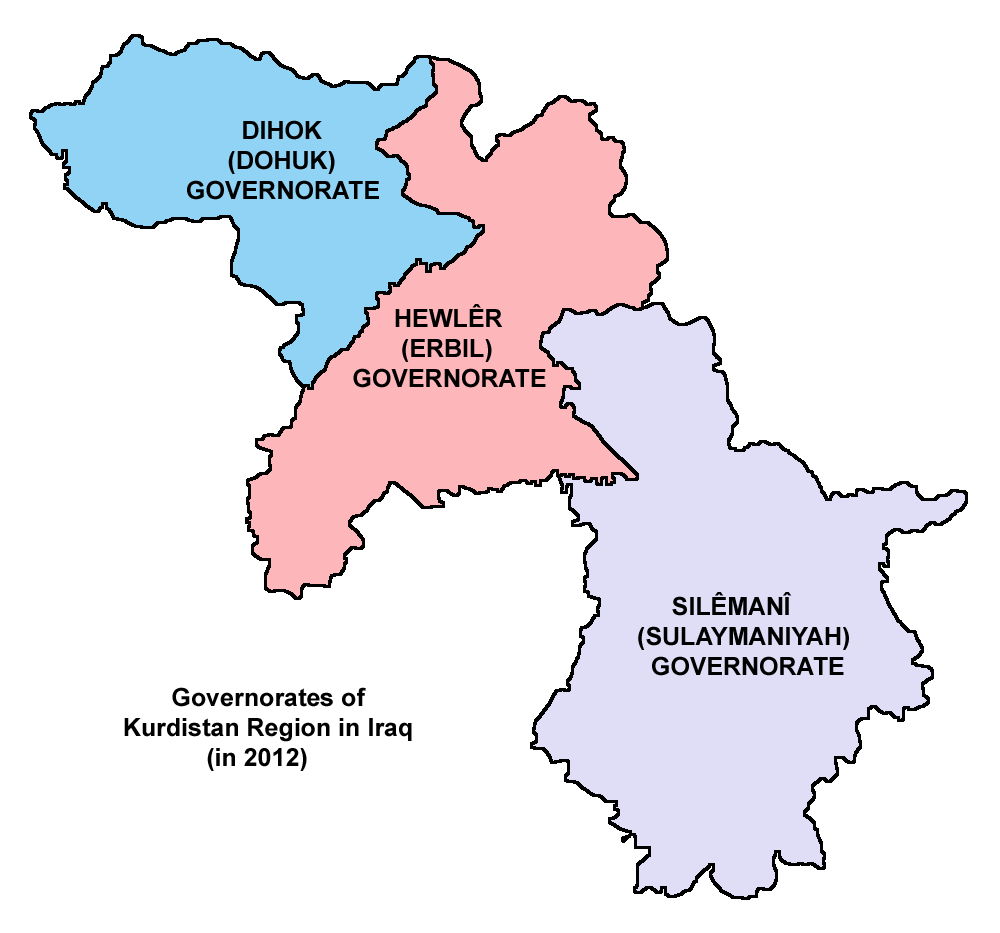

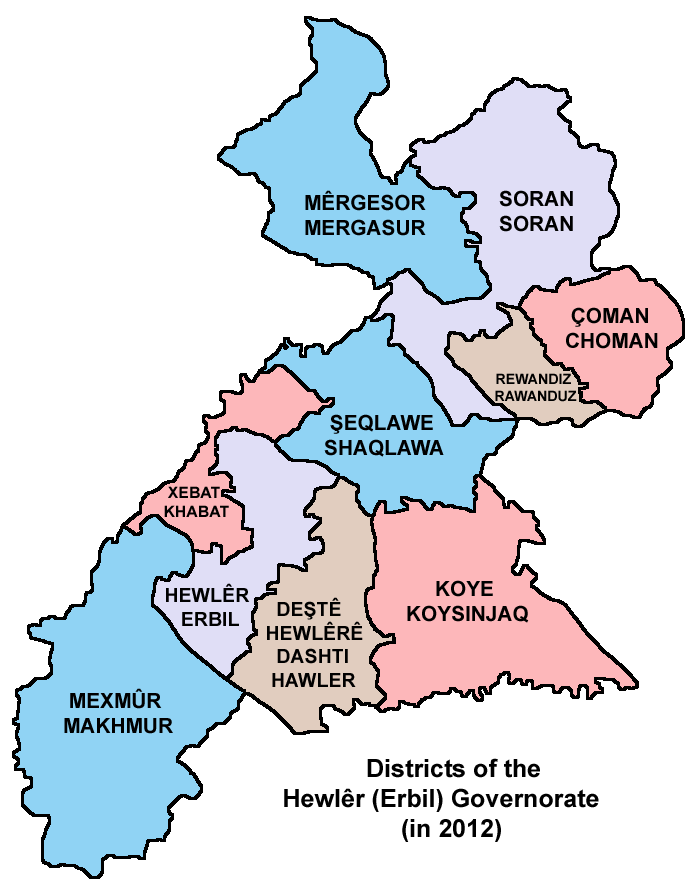

Erbíl kormányzóság (arab betűkkel محافظة أربيل [Muḥāfaẓat Arbīl], kurdul Parêzgeha Hewlêrê) Irak 18 kormányzóságának egyike az ország északi részén. A három kurdisztáni kormányzóság közé tartozik. Északon Törökország, északkeleten az Iránban található Nyugat-Azerbajdzsán tartomány, délkeleten a kurd Szulejmánijja, délen Kirkuk, délnyugaton Szaláh ed-Dín, nyugaton Ninive, északnyugaton pedig a szintén kurdisztáni Dahúk kormányzóság határolja. Székhelye Erbíl (Hewlêr) városa.

## Fordítás
Ez a szócikk részben vagy egészben  a(z)   أربيل (محافظة) című arab Wikipédia-szócikk fordításán alapul.  Az eredeti cikk szerkesztőit annak laptörténete sorolja fel. Ez a jelzés csupán a megfogalmazás eredetét és a szerzői jogokat jelzi, nem szolgál a cikkben szereplő információk forrásmegjelöléseként.